# Фелльхайм
Фелльхайм (нем. Fellheim) — община в Германии, в земле Бавария. 
Подчиняется административному округу Швабия. Входит в состав района Нижний Алльгой. Подчиняется управлению Бос.  Население составляет 1151 человек (на 31 декабря 2010 года). Занимает площадь 5,08 км².